# Tarxien
Tarxien (vyslov taršín), též Ħal Tarxien, je město v Jihovýchodním regionu na Maltě, které zcela splývá s velkým městským konglomerátem na jihovýchodě od hlavního města Valletty. Ještě častěji se název používá pro zde vykopaný prehistorický megalitický chrám stejného jména.
Nejstarší z komplexu chrámů pochází z období kolem 2800 př. n. l. Vyznačuje se dobře zachovalými ornamenty a reliéfy na kamenech, mimo spirál je možno vidět i různé zvířecí motivy. Bylo zde nalezeno i torzo kolosální figury Magna Mater, původně asi tři metry vysoké. Zbytky chrámu jsou sice zachovalé, chrám však trpí skutečností, že se nachází uprostřed obydleného města.